# Have a Nice Day (album Bon Jovi)
Have a Nice Day – dziewiąty album studyjny rockowej formacji Bon Jovi, wydany w 2005 r. Producentem był John Shanks. Album jest bardzo jednolity muzycznie. Na albumie mamy do czynienia praktycznie z rockiem. Znajdziemy tu parę lekkich i luźnych kompozycji, ale i coś kokretnego, nawiązującego do hardrockowych dokononań zespołu. Perełką albumu jest piosenka "Last Man Standing", która jest przeróbką wersji akustycznej, która Bon Jovi nagrali podczas sesji do akustycznego albumu "This Left Feels Right". Album tak jak ostatnie 3 wydawnictwa Bon Jovi ma na ogół bardzo pozytywne i optymistyczne przesłanie. Najlepiej obrazuje to piosenka tytułowa z w miarę prostym, ale i rozbudowanym i zawierającym przesłanie tekstem. Na podstawowej wersji Have a Nice Day zamieszczono 12 piosenek. Album wydano aż w czterech wersjach. Wersja światowa – z utworami poniżej, wersja amerykańska – zamiast bonusowej piosenki "Dirty Little Secret" zawierała "Who Says You Can't Go Home?" w duecie z Jennifer Nettles w wersji country, wersja brytyjska zawierała "Dirty Little Secret" oraz "Unbreakable", natomiast japońska "Dirty Little Secret", "Unbreakable" oraz ballade "These Open Arms".
W Polsce ukazały się 4 wersje: Wersja wschodnioeuropejska, tzw. "budżetowa": wydanie specjalne dla Polski, Czech, Słowacji i Węgier. Wersja zawierała jeden CD, nie zawierała książeczki. Wersja podstawowa: zawierała jeden CD z ksiązeczką. Limitowana wersja CD+DVD: Limitowana wersja dwupłytowa z dodatkowym DVD. Płyta znajdowała się opakowaniu typu digipack (rozkładane kartonowe pudełko). Limitowana wersja DualDisc: Limitowana wersja jednopłytowa na płycie typu DualDisc – z jednej strony płyty CD, z drugiej DVD. Płyta znajdowała się opakowaniu digipack (rozkładane kartonowe pudełko). Album odniósł duży sukces komercyjny – pierwsze miejsce na listach sprzedaży w kilku krajach. Płytę promowało ogromna światowa trasa koncertowa "Have a Nice Day Tour", która rozpoczęła się 2 listopada 2005 r.
Tracklista DVD:
Utwory Live z koncertu Borgata 2004 r.:
1. Everyday
2. Miss Fourth of July
3. I Get a Rush
4. These Arms Are Open All Night

## Lista utworów
1. Have a Nice Day
2. I Wanna Be Loved
3. Welcome to Wherever You Are
4. Who Says You Can't Go Home
5. Last Man Standing
6. Bells of Freedom
7. Wildflower
8. Last Cigarette
9. I Am
10. Complicated
11. Novocaine
12. Story of My Life

bonus tracki (z innych wydań płyty):
1. Dirty Little Secret
2. Unbreakable
3. These Open Arms

## Single
- "Have a Nice Day"
- "Welcome to Wherever You Are"
- "Who Says You Can't Go Home" (wydany tylko w USA)
- "I Want to Be Loved"

## DVD
Zespół nie wydał na razie pełnego DVD z zapisem jednego z koncertów z tej trasy koncertowej. W 2006 roku wydano miniboxset "Have a Nice Day – Japan Tour Edition". Była to wersja limitowana. Składała się z CD i DVD. Na płycie kompaktowej znalazło się podstawowe 12 piosenek oraz 6 piosenek nagranych 10 grudnia 2005 roku w Bostonie:
1. Last Man Standing
2. You Give Love a Bad Name
3. Complicated
4. Have a Nice Day
5. Who Says You Can't Go Home
6. Raise Your Hands

Na płycie DVD tego wydawnictwa znalazły się teledyski oraz program zza kulis koncertu w Des Moines z 2005 roku:
1. Have a Nice Day
2. Welcome to Wherever You Are
3. Who Says You Can't Go Home
4. Have a Nice Day (Live)
5. Bon Jovi: Have a Nice Day Tour Diary – Part I and II